# Hergiswil bei Willisau
Hergiswil bei Willisau is een gemeente en plaats in het Zwitserse kanton Luzern en maakte deel uit van het district Willisau tot op 1 januari 2008 de districten van Luzern werden afgeschaft.
Hergiswil bei Willisau telt 1.815 inwoners.

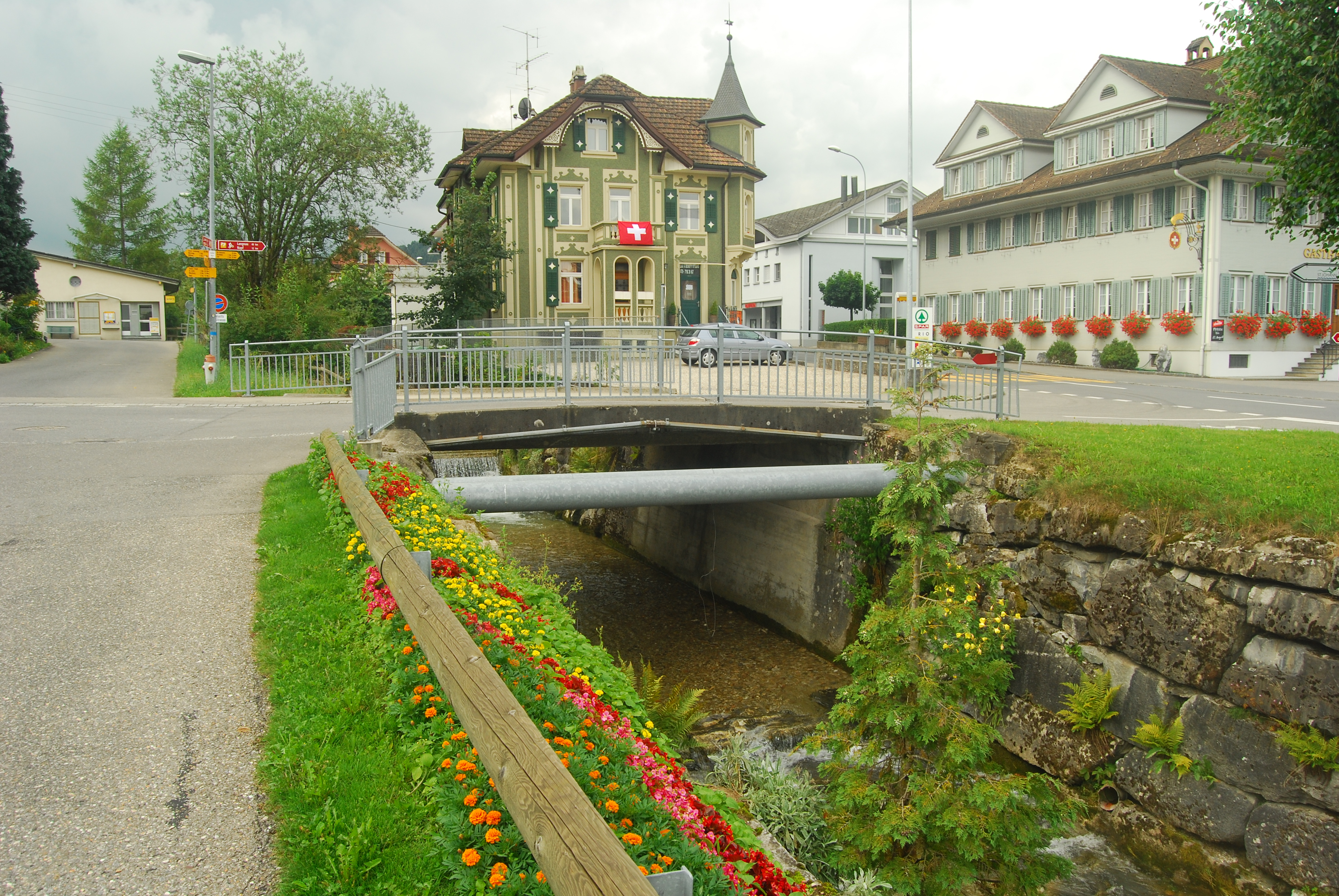
Hergiswil bei Willisau